# Ludolph Schrader
Ludolph Schrader (Braunschweig, 1531 – Braunschweig, 8 luglio 1589) è stato un giurista tedesco.
Fu professore e rettore presso l'Università di Francoforte sull'Oder in Brandeburgo.

## Biografia
I suoi studi si svolsero dal 1545 a Wittenberg, poi nel 1547 a Lipsia e nel 1553 a Bologna, dove ottenne il titolo di dottore in giurisprudenza. Dal 1553 tenne lezioni all'Università di Wittenberg. Divenne nel 1558 professore di diritto all'Università di Francoforte in Brandeburgo, dove insegnò fino al 1584 e dove fu rettore nel 1559, 1568 e 1579. Nel 1566 aveva sposato Catharina Gastmeister.
Come consigliere e consulente legale degli imperatori Massimiliano II e Rodolfo II, il primo anche elettore del Brandeburgo, di numerosi altri principi e di alcuni importanti famiglie nobili, raggiunse una certa influenza politica e divenne uno dei più famosi avvocati del suo tempo. Fece carriera fino al Consiglio Imperiale, di Brandeburgo e di Brunswick-Lüneburg e fu eletto cavaliere dall'imperatore.
Nel 1585 tornò a Braunschweig e nel 1589 istituì la borsa di studio della famiglia Ludolph Schrader a Braunschweig. È sepolto nella Katharinenkirche nella sua città natale Braunschweig; la sua tomba è decorata con un ritratto, un epitaffio con rilievo della crocifissione e le figure in ginocchio di Schrader e di sua moglie, opera di Georg Roettger. La chiesa conserva un calice con lo stemma smaltato donato da lui. Sua moglie morì il 24 agosto 1591.

## Opere

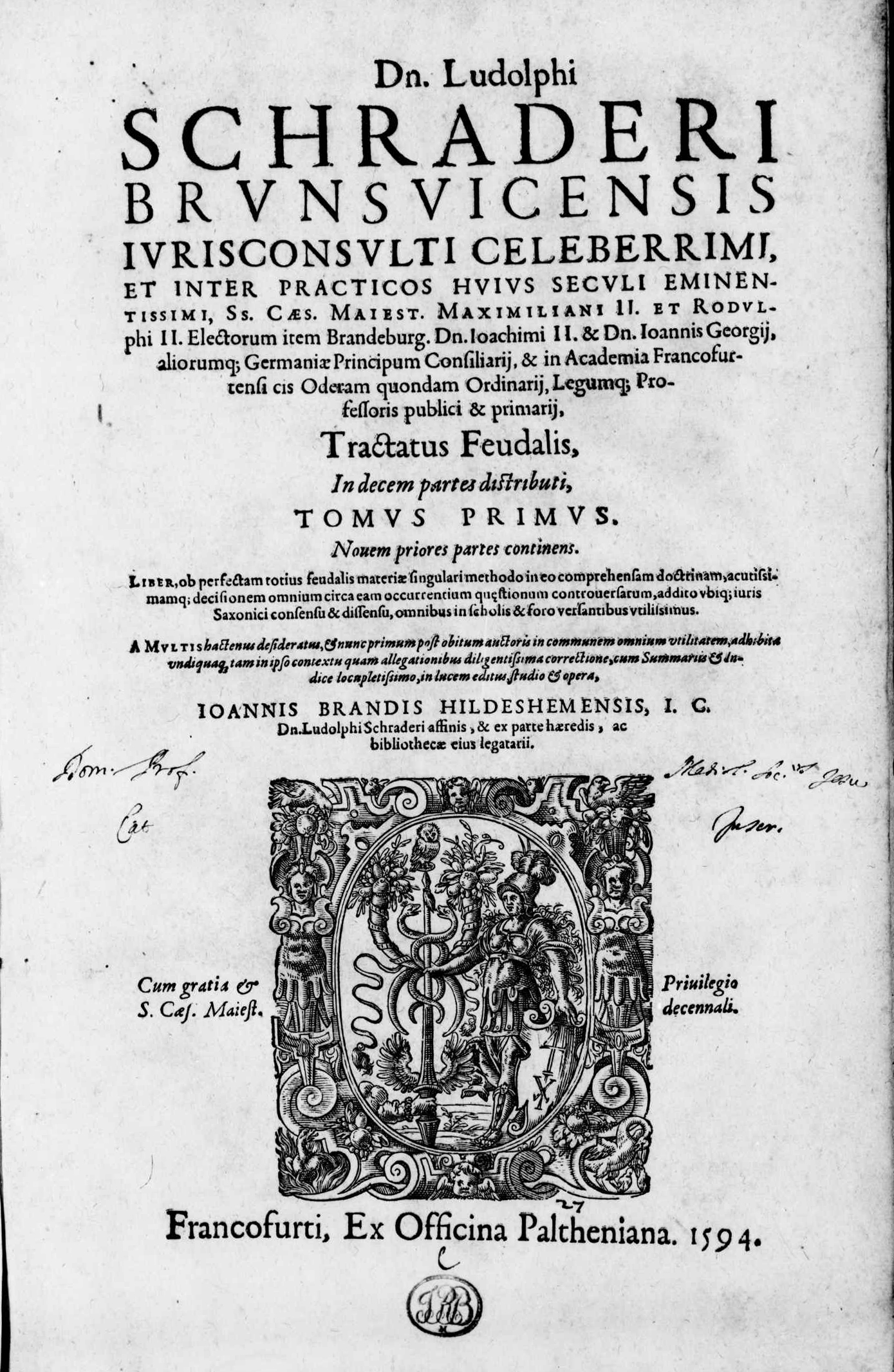
Tractatus feudalis, 1594

- (LA) Tractatus feudalis, Frankfurt am Main, Zacharias Palthenius, 1594.